# Walferdange

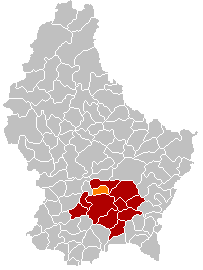
Walferdanges läge i Luxemburg.

Walferdange är en förort till staden Luxemburg i kantonen Luxemburg. Walferdange ligger strax norr om staden och 2003 var invånarantalet 6 847.
Volleybollaget RSR Walfer, som blivit luxemburgska mästare och cupvinnare ett flertal gånger på damsidan kommer från orten.